# Bukiringi
Bukiringi ist ein Dorf in der Demokratischen Republik Kongo. Es liegt in der Provinz Ituri im Nordosten des Landes. Bukiringi liegt etwa 24 Kilometer von Boga entfernt und ist Ziel vieler Flüchtlinge.

## Bevölkerung
Bukiringi war seit 2008 Ziel vieler Vertriebener. 2010 erhöhte sich die Anzahl der Flüchtlinge erheblich. Von den 20.000 Menschen die im Juni 2011 in dem Ort lebten waren etwa 11.000 Flüchtlinge. Circa 2.500 lebten in dem Flüchtlingslager und der Rest fand private Aufnahme bei einheimischen Familien. Die Versorgungslage war aber zu der Zeit äußerst gespannt.

## Infrastruktur
In Bukiringi befindet sich eine Klinik und ein Flüchtlingslager.

## Geschichte
Bukiringi war von dem 1999 ausgebrochenen Ituri-Konflikt zwischen den Ethnien der Hema und Lendu betroffen. Im Januar 2011 fanden in Bukiringi Kämpfe statt. Die Situation war im ganzen Frühjahr sehr unsicher. Im Juni 2011 befand sich ein Kontingent der kongolesischen Streitkräfte (FARDC) neben dem Flüchtlingslager. Es gab viele Berichte über illegale Besteuerung, Zwangsarbeit, sexuelle Übergriffe und Plünderung durch die dort stationierten Soldaten. Von Februar bis März 2012 befand sich in Bukiringi das Hauptquartier der Patriotischen Widerstandsfront von Ituri (FRPI). Zu der Zeit gab es schwere Kämpfe in der Region.